# 横江千秋
横江 千秋（よこえ ちあき、1989年6月26日 - ）は、日本の元女子バレーボール選手。

## 来歴
兵庫県姫路市出身。母親の影響で小学1年よりバレーボールを始める。
須磨ノ浦女子高等学校出身。リベロとして思いきりのいいプレースタイルが魅力である。
2008年に三洋電機レッドソア入団。
2012年、チームが解散し、6月にJTマーヴェラスに移籍した。2012/13Vプレミアリーグの後半からスタメン起用され、レギュラーとして活躍した。
2015年5月末日をもって退部。

## 所属チーム
- 上菅小
- 菅野中
- 須磨ノ浦女子高校
- 三洋電機レッドソア（2008-2012年）
- JTマーヴェラス（2012-2015年）